# Xã Pine, Quận Porter, Indiana
Xã Pine (tiếng Anh: Pine Township) là một xã thuộc quận Porter, tiểu bang Indiana, Hoa Kỳ. Năm 2010, dân số của xã này là 2.709 người.